# 静山 (新加坡)
靜山（英語：Cheng San；白話字：Chēng-san）是新加坡宏茂橋的一個選區。鄰近的地鐵站有宏茂橋地鐵站和楊厝港地鐵站等。

## 政治
靜山屬於新加坡宏茂橋集選區的一部分。